# Palio (dosel)

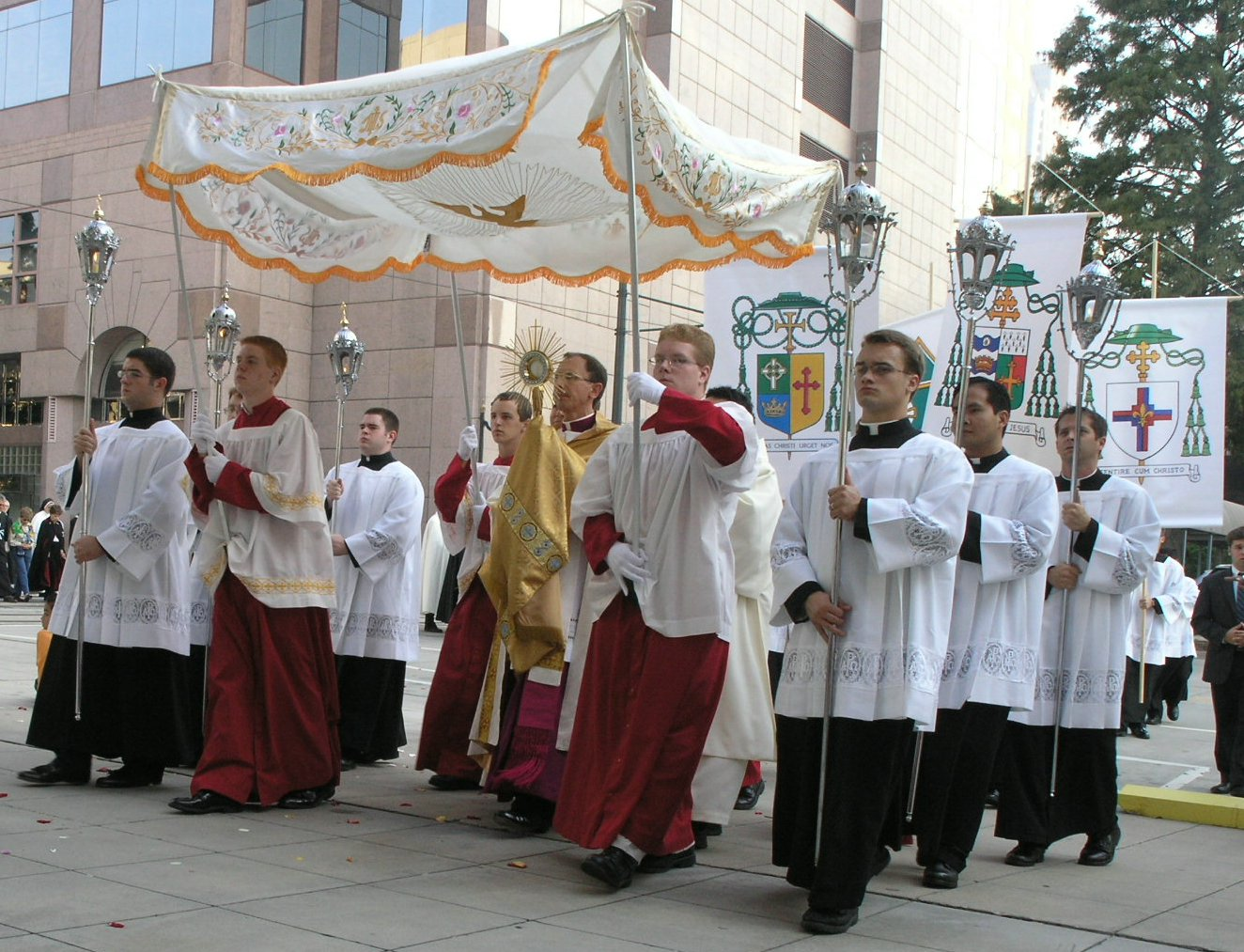
Procesión con el Santo Sacramento bajo palio en el Congreso Eucarístico de Charlotte, Carolina del Norte, Estados Unidos (2005).

Se le llama palio o baldaquino a un dosel (especie de toldo) que sostenido por varales se utiliza en las procesiones para resguardar al sacerdote que lleva el Santísimo Sacramento, reliquias o imágenes. Suele estar bordado ricamente en sus caídas (bambalinas), así como en el techo o cielo. Para el mismo efecto, lo usan también los reyes, el papa y otros prelados en ciertas funciones y en su entrada pública en las ciudades. Es costumbre que el obispo diocesano, al tomar posesión de su catedral, haga su primer ingreso solemne bajo palio.
El palio, tal como se conoce en las iglesias católicas, es un paño rectangular, sostenido por cuatro o más varas, siempre en número par, que van unidos a los lados más largos de aquel; hay el sencillo y el armado en un bastidor rectangular.

## Origen
El origen del palio que trata este artículo pudo ser el dosel que quizás debió cobijar antes el trono de los reyes que la silla papal.
No falta quien crea que ese modo de expresión de un respeto religioso tiene su origen en los pueblos asiáticos, por lo siguiente:
- Estos acostumbraban a colocar a sus divinidades bajo palios, a falta de templos, que su vida errante no les permitía tener, hasta que construyeron casas y ciudades.
- La forma primitiva del palio es la tienda, cuyo recuerdo tardó mucho tiempo en desaparecer, pues el hombre opulento rodeó de cortinas su lecho. Recuerda en cierto modo la tienda en la que reposaba el Arca de la Alianza, que contenía las Tablas de la Ley durante el éxodo del pueblo de Israel en el desierto.